# Arkamu mendilerroa / Sierra Arkamu
Arkamu mendilerroa / Sierra Arkamu (baskiska: Arkamu mendilerroa) är en ås i Spanien. Den ligger i provinsen Araba / Álava och regionen Baskien, i den norra delen av landet, 280 km norr om huvudstaden Madrid.